# Gorzanów

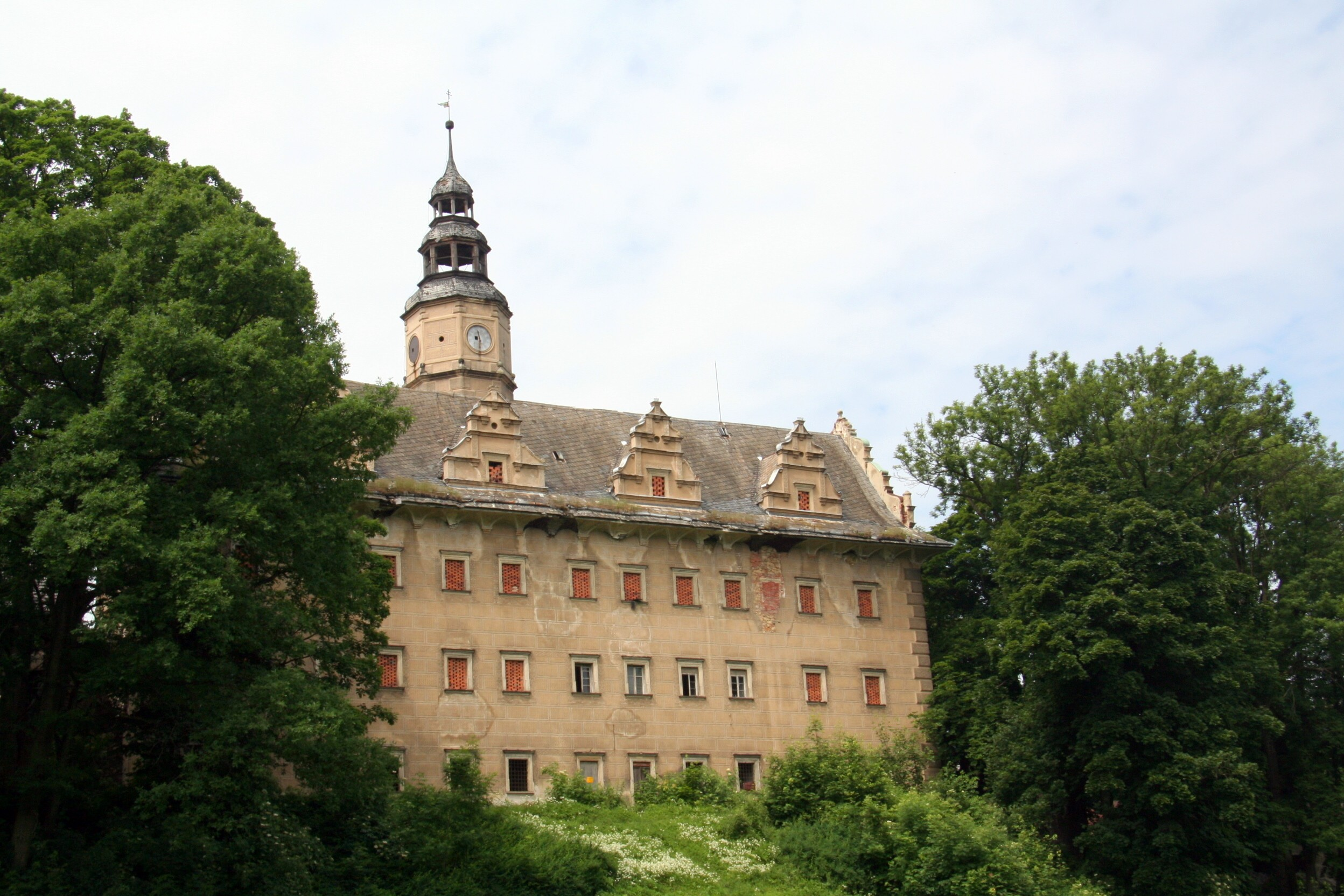
Schloss Grafenort

Gorzanów (deutsch: Grafenort; bis 1670: Arnsdorf, tschechisch Arnoltov) ist ein Ort in der Stadt- und Landgemeinde Bystrzyca Kłodzka (Habelschwerdt) im Powiat Kłodzki der Woiwodschaft Niederschlesien in Polen. Es liegt sieben Kilometer nördlich von Bystrzyca Kłodzka. Zu Gorzanów gehört der Weiler Muszyn (Moschenhof).

## Geographie
Gorzanów liegt im mittleren Teil des Glatzer Kessels im Tal der Glatzer Neiße (polnisch Nysa Kłodzka). Nachbarorte sind Żelazno (Eisersdorf) im Nordosten, Mielnik (Melling) im Südosten, Bystrzyca Kłodzka im Süden, Szklarka (Glasendorf) im Südwesten, Stara Łomnica (Altlomnitz) im Westen und Starków (Altbatzdorf) sowie Topolice (Aspenau) im Nordwesten. Nordöstlich erheben sich der 506 m hohe Eichberg (Dębowa Góra) und die 518 m hohe Weißkoppe (Wapniarka).

## Geschichte
Die ursprüngliche Ortsbezeichnung für Grafenort war Arnoldisdorf, als das es erstmals 1341 erwähnt wurde. Später wurde es als Arnsdorf bezeichnet. Der Ort gehörte seit ältesten Zeiten zum Glatzer Land, mit dem es die Geschichte seiner politischen und kirchlichen Zugehörigkeit von Anfang an teilte. Die vermutlich zur Landesverteidigung erbaute Burg auf dem Keilberg wurde 1460–1469 bei den Kämpfen der Schlesier gegen den böhmischen König Georg von Podiebrad zerstört.
Arnsdorf bestand zunächst aus den Rittersitzen „Moschenhof“, „Ratschinhof“ und „Schlosshof“ sowie einem Freirichtergut und einem Freibauerngut, die zumeist verschiedenen Besitzern gehörten. Eine vorherige slawische Siedlung ging infolge der deutschen Besiedlung in den Ort auf. Diese slawische Siedlung lag in der Nähe des Ratschinhofs. 1624 wurden die Güter der Familien Mosch (Moschen, Muschin) und Ratschin wegen ihrer Beteiligung am Böhmischen Ständeaufstand von 1618 vom böhmischen Landesherrn Ferdinand II. konfisziert und gelangten an den Tiroler Adligen Johann Arbogast von Annenberg, dem bereits die Herrschaft Schönfeld gehörte. Ab 1633 bis zu seinem Tode 1645 war er Landeshauptmann der Grafschaft Glatz. Dessen Tochter Maria Maximiliana heiratete 1651 den Johann Friedrich von Herberstein d. Ä. aus der schlesischen und Glatzer Linie der Reichsgrafen Herberstein. Er wandelte die Besitzungen zu einem Majorat um und erlangte 1670 vom Landesherrn Leopold I. die Genehmigung zur Umbenennung Arnsdorfs in Grafenort. Ihm folgte als Besitzer der Majoratsherrschaft 1701 sein gleichnamiger Sohn Johann Friedrich d. J., der mit Maria Carolina von Zierotin († 1719) verheiratet war und 1696–1707 ebenfalls das Amt des Glatzer Landeshauptmanns bekleidete. Nach seinem Tod 1712 erbte das Rengersdorfer Schlossgut, das frei vererbt werden konnte, seine Witwe. Die Majoratsherrschaft ging an seinen einzigen Sohn Johann Anton von Herberstein über, der nach dem Tod seiner Mutter 1719 auch das Schlossgut in Rengersdorf erbte. Er war mit der Reichsgräfin Maria Antonia von Liechtenstein verheiratet, starb jedoch schon am 6. Juli 1720 in Prag ohne Nachkommen. Während seine Witwe das Allodialgut in Rengersdorf erbte, fiel die Majoratsherrschaft Grafenort an den nächsten Agnaten, Johann Leopold von Herberstein auf Wangern, den Bruder seines Vaters. Nachdem auch Johann Leopold 1728 ohne Nachkommen gestorben war, gelangte die Majoratsherrschaft an den noch nicht mündigen Johann Gundacker I. aus der steiermärkischen Linie der Herberstein.
Nach dem Ersten Schlesischen Krieg 1742 und endgültig mit dem Hubertusburger Frieden 1763 fiel Grafenort zusammen mit der Grafschaft Glatz an Preußen. Nach dem Tod Johann Gundackers I. 1770 folgte ihm als Majoratsherr sein gleichnamiger Sohn Johann Gundacker II., der die Siedlungen Hayn und Hüttenguth anlegte. Er war mit Antonia von Schrattenbach verheiratet und vermählte sich nach deren Tod 1778 mit einer Reichsgräfin von Stargk. 1801, neun Jahre vor seinem Tod, übergab er die Majoratsherrschaft Grafenort seinem einzigen Sohn Johann Hieronymus von Herberstein (1772–1847).
Anfang des 19. Jahrhunderts bestand die Majoratsherrschaft Grafenort aus den Dorfern Melling, Neulomnitz, Hohndorf, Glasendorf, Sauerbrunn, Neuhain, Hüttenguth, Neubatzdorf, Neuwilmsdorf sowie Anteilen an den Gutsbezirken Niederlangenau, Altlomnitz, Herrnsdorf und Altwaltersdorf. Für diese Zeit sind für Grafenort nachgewiesen: Eine Pfarrkirche, eine Kapelle, ein Schloss mit einer Kapelle, fünf herrschaftliche Vorwerke, ein Pfarrhaus, eine Schule, ein Kretscham, zwei Mehl- und zwei Brettmühlen, eine Ziegelei, ein Freibauer, 31 Dienstbauern sowie 154 Gärtner-, Häusler- und andere Stellen. Unter den Einwohnern befanden sich je ein Bader, Schmied, Bäcker, Schuhmacher, Fleischer, Brauer, Töpfer, Schneider, Bildhauer, Binder und drei Tischler.
Nach der Neugliederung Preußens gehörte Grafenort ab 1815 zur Provinz Schlesien und war zunächst dem Landkreis Glatz und ab 1818 dem neu geschaffenen Landkreis Habelschwerdt eingegliedert, mit dem es bis 1945 verbunden blieb. Nach dem Tode des kunstsinnigen Grafen Johann Hieronymus von Herberstein 1847 und dem Umzug seiner Nachfahren auf die steiermärkischen Güter ging die gesellschaftliche Bedeutung von Grafenort, das auch zeitweise Kurort mit zwei Säuerlingen und einer Schwefelquelle war, zurück. Ab 1874 gehörte Grafenort zum Amtsbezirk Alt Lomnitz, der aus den Landgemeinden Alt Lomnitz, Aspenau, Glasendorf, Grafenort, Melling, Neu Batzdorf, Neu Hain, Neu Lomnitz, Neu Wilmsdorf und Sauerbrunn sowie den Gutsbezirken Grafenort, Mittel Alt Lomnitz, Nieder Alt Lomnitz und Ober Alt Lomnitz gebildet worden war. 1930 erwarb die Stadt Habelschwerdt Schloss und Herrschaft Grafenort. 1939 wurden 1528 Einwohner gezählt.
Gegen Ende des Zweiten Weltkriegs bestand in Grafenort vom 12. April bis 8. Mai 1945 ein Außenlager des KZ Groß-Rosen, in dem 200 polnische Jüdinnen inhaftiert waren. Weibliche Häftlinge arbeiteten beim Ausheben von Gräben, in nahe gelegenen Industriebetrieben und Bauernhöfen.
Als Folge des Zweiten Weltkrieges fiel Grafenort 1945 mit dem größten Teil Schlesiens an Polen. Nachfolgend wurde es in Gorzanów umbenannt. Die deutsche Bevölkerung wurde, soweit sie nicht vorher geflohen war, vertrieben. Die neu angesiedelten Bewohner waren teilweise Zwangsumgesiedelte aus Ostpolen, das an die Sowjetunion gefallen war. Zahlreiche Häuser des ehemals stattlichen Dorfes wurden jedoch dem Verfall preisgegeben; die Einwohnerzahl ging dadurch deutlich zurück. Von 1975 bis 1998 gehörte Gorzanów zur Woiwodschaft Wałbrzych (Waldenburg).

### Moschenhof

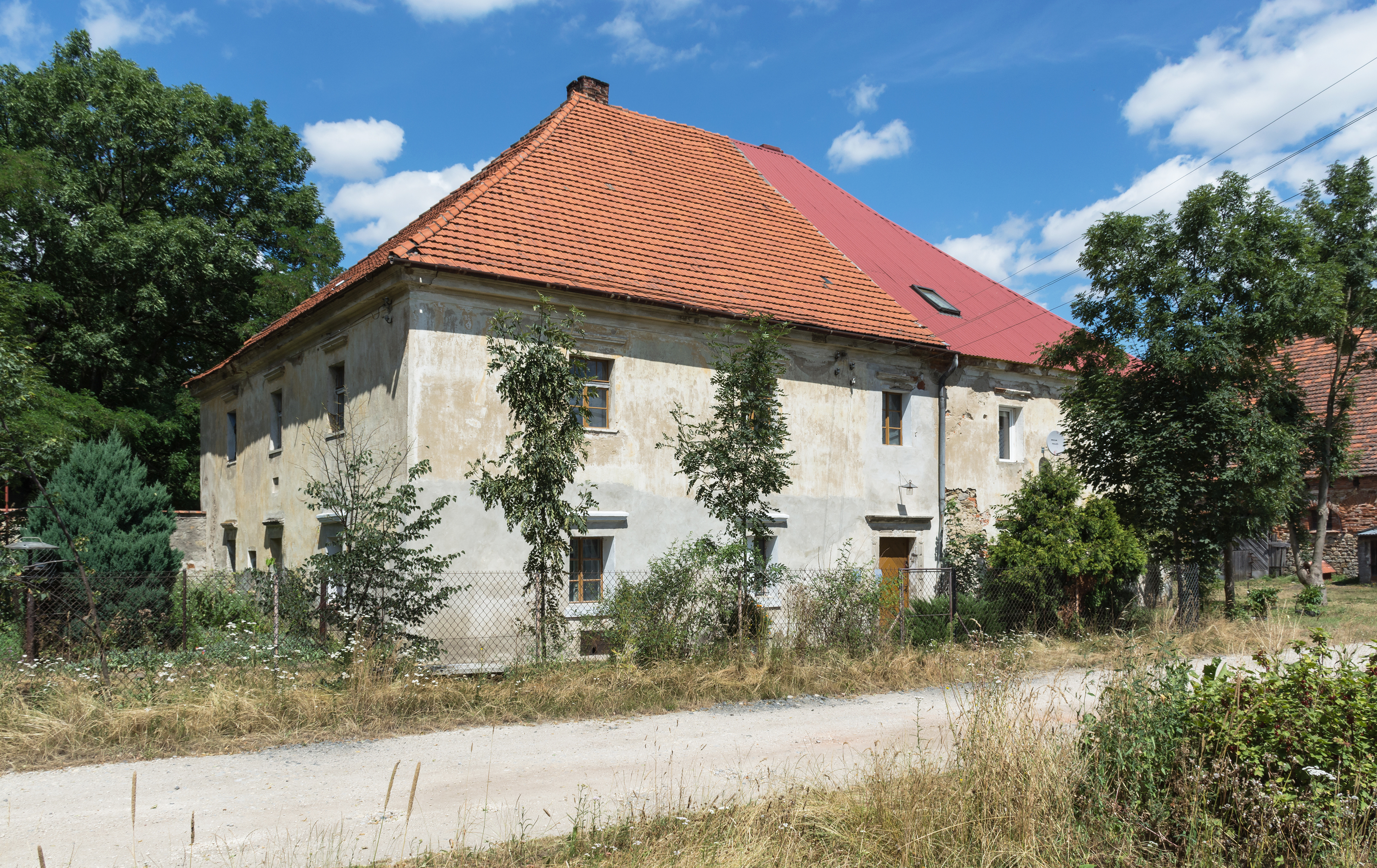
Ehemaliger Moschenhof 2015

Der Moschenhof (polnisch Dwór Muszyn) war ein Rittergut, der bis 1361 den Herren von Sterz gehörte. In diesem Jahre erwarb ihn Jerke von Muschin/Moschen, in dessen Familie er bis 1624 verblieb. Letzte Besitzer waren die Nachkommen des Hans von Moschen, der 1623 starb. Wegen dessen Beteiligung am Böhmischen Ständeaufstand von 1618 wurden sein Sohn Maximilian und dessen Schwestern Rosina, Susanna und Maria 1624 vom böhmischen Landesherrn Ferdinand II. enteignet. Im selben Jahr erwarb den Moschenhof, den der Landesherr zugleich vom Lehen ins Erbe versetzte, der erzherzogliche Kämmerer Johann Arbogast von Annenberg. Er verband den Moschenhof mit dem Schlosshof, der ebenfalls 1624 in seinen Besitz gelangte.

### Schlosshof
Dieses Vorwerk war ebenfalls ein ehemaliges Rittergut. Es wurde zunächst als der Klar bezeichnet und ab dem 17. Jahrhundert als Schlosshof. Um die Mitte des 14. Jahrhunderts war der Klar im Besitz der Herren von Mühlstein und kam danach vermutlich an die Herren von Pannwitz. Um 1420 eignete ihn wahrscheinlich Niklas von Knoblauchsdorf. Um 1480 gelangte er an Otto von Ratschin (Ottik z Raczina) und war 1540 im Besitz seines Sohnes Friedrich, der 1542 das Freirichtergut erwarb. Dessen vier Söhne teilten 1559 die väterlichen Besitzungen. Den Schlosshof, das Freirichtergut sowie einen Anteil von Herrnsdorf erhielt Heinrich, der ein kleines Schloss errichtete. 1577 erwarb er das Kammerdorf Neubatzdorf und 1580 einen Teil von Niederlangenau, 1602 das Dorf Neuwilmsdorf und später auch Neulomnitz. Bei seinem Tod 1612 hinterließ er die drei unmündigen Söhne Heinrich d. J., Friedrich und Hans, die ihre Besitzungen gemeinschaftlich verwalteten. Wegen ihrer Beteiligung am Böhmischen Ständeaufstand von 1618 wurden 1623 ihre Lehensgüter ganz und die Erbgüter zur Hälfte konfisziert und gelangten zunächst an die landesherrlichen Kammer. Erzherzog Karl, der damalige Genußhaber der Grafschaft Glatz und zugleich Bischof von Breslau, verkaufte den Schlosshof sowie den Moschenhof 1624 dem Johann Arbogast von Annenberg.

### Ratschinhof

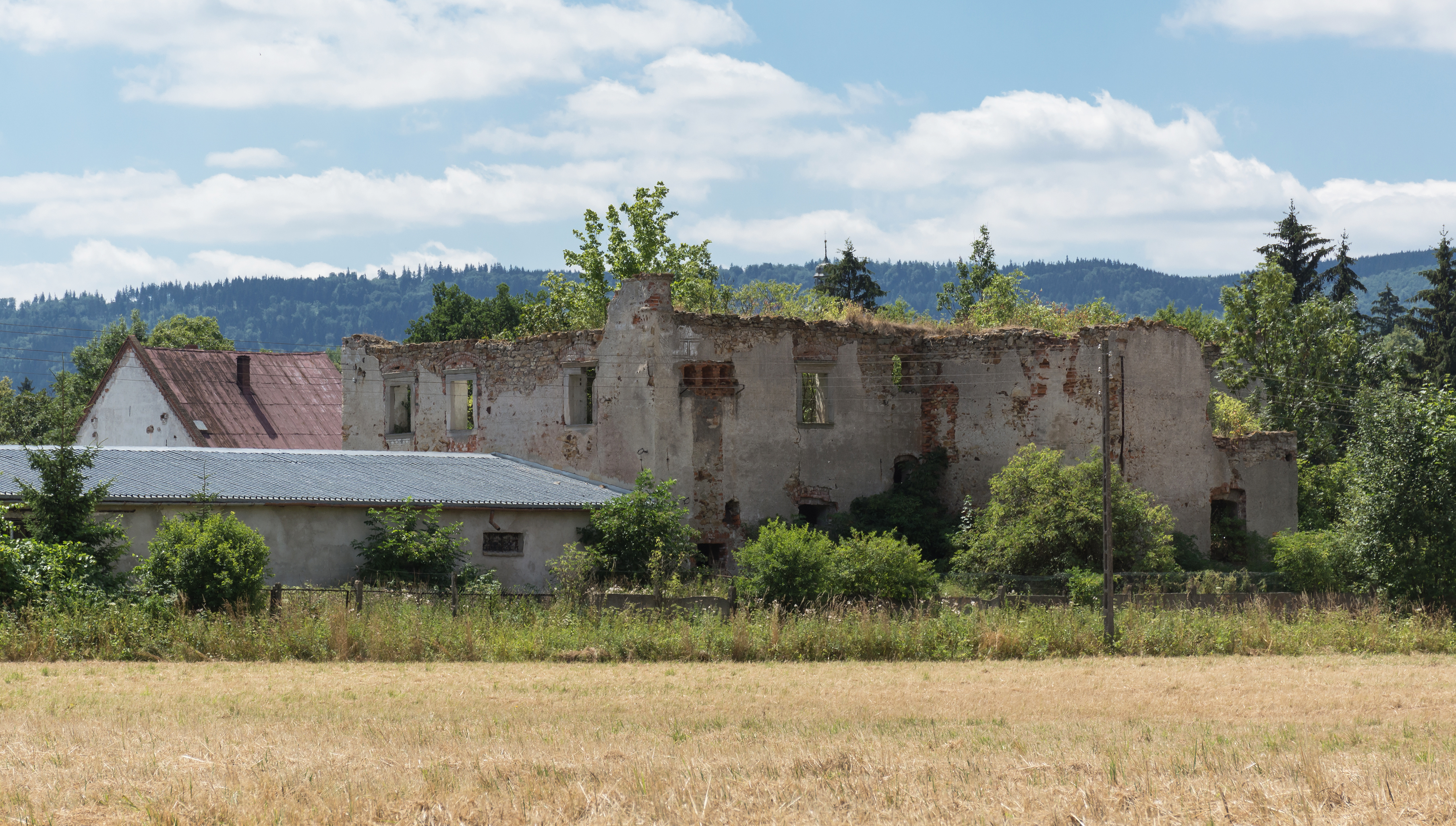
Ruine des Ratschinhofes 2015

Der Ratschinhof am rechten Ufer der Glatzer Neiße war ebenfalls ein Rittergut. Erster namentlich bekannter Besitzer war Nickel (Niclas) von Knoblauchsdorf, der 1421 die Hälfte des Dorfes Melling erwarb. 1461 gehörte beides dem Caspar von Knoblauchsdorf, dessen Tochter den Otto von Ratschin (Wotik bzw. Ottyk z Raczina) heiratete, auf den der Hof 1474 überging und dessen Namen er nachfolgend trug. Um 1520 folgten ihm die Söhne Caspar, Friedrich und Christoph, die die zweite Hälfte von Melling erwarben. Nachdem vermutlich Caspar und Christoph ohne Nachkommen gestorben waren, war Friedrich Alleinbesitzer. Dessen vier Söhne teilten 1559 das väterliche Erbe. Der jüngste Sohn Georg erbte den Ratschinhof, Melling und einen Anteil Altwaltersdorf. Ihm folgte sein Sohn Hans von Ratschin, der wegen seiner Beteiligung am Ständeaufstand von 1618 im Jahre 1625 ein Drittel seiner Besitzungen verlor. Da er dieses Drittel nicht wieder einlösen konnte, gelangte der Ratschinhof mit Melling und dem Anteil Altwaltersdorf 1628 ebenfalls an Hans Arbogast von Annenberg, dem schon der Moschen- und der Schlosshof gehörten. Er bildete aus den erworbenen Anteilen die Herrschaft Grafenort. 1638 wurden die zum Ratschinhof gehörigen Besitzungen und das Dorf Melling vom Lehen ins Erbe gesetzt.

### Freirichtergut
Das Freirichtergut bestand schon seit ältesten Zeiten. Erster bekannter Freirichter war 1412 Georg Merwot, dem 1412 Nickel von Mosch (Moschen) folgte. Von diesem erwarb es 1437 Niklas von Knoblauchsdorf. Weitere Besitzer des Freirichterguts waren Christoph Seliger (1536) und 1542 der Glatzer Pfandherr Johann von Pernstein. Von ihm erwarb es im gleichen Jahre der Besitzer des Schlosshofs, Otto von Ratschin.

### Kirchliche Verhältnisse
Die damals dem hl. Gregorius geweihte Kirche von Grafenort ist für das Jahr 1384 in einem Verzeichnis des Erzbistums Prag enthalten, in dem die zum Glatzer Dekanat gehörenden Pfarrkirchen verzeichnet sind. Wie bei allen anderen Kirchen des Glatzer Landes gehörte das Patronat in ältesten Zeiten dem böhmischen Landesherrn. 1336 übertrug König Johann von Luxemburg das Patronat den Glatzer Ständen Da Grafenort bis in das 17. Jahrhundert aus mehreren Anteilen bestand, teilten sich die Grundherren das Patronat nach dem Anteil ihrer Besitzungen. Nachdem sich während der Reformation die Bevölkerung dem lutherischen Glauben zugewandt hatte, diente die Kirche ab 1570 bis 1623 als evangelisches Gotteshaus. Nach der Schlacht am Weißen Berg eroberten die Kaiserlichen 1622/23 die Grafschaft Glatz zurück; nachfolgend wurde der evangelische Pfarrer von Grafenort vertrieben und Adam Sebastian Weiss, ein Zisterzienser aus dem Kloster Heinrichau als katholischer Geistlicher eingesetzt. Gleichzeitig wurde wegen Priestermangel die bisherige Pfarrei Altlomnitz zur Filialkirche abgestuft und mit den zu ihr gehörenden Ortschaften zur Pfarrei Grafenort gewidmet. Das Patronatsrecht gelangte ab 1624 an den jeweiligen Grundherrn der Herrschaft Grafenort. Nach einem grundlegenden Umbau wurde die Kirche mit Erlaubnis des Prager Erzbischofs Ernst Adalbert von Harrach 1658 vom Breslauer Weihbischof Johann Balthasar Liesch von Hornau neu konsekriert und der hl. Magdalena geweiht. 1755 wurde Altlomnitz von Grafenort getrennt, da es wiederum zu einer Pfarrei erhoben worden war. Auf Bitten der Einwohner wurde das benachbarte Dorf Melling, das zur Pfarrkirche Rengersdorf gewidmet war, 1786 von dieser getrennt und der Pfarrkirche von Grafenort zugewiesen.

## Das ehemalige Schlosstheater
Das im Schloss befindliche Theater erlangte zwischen 1816 und 1847 eine hohe kulturelle Bedeutung. Sein Begründer war Graf Johann Hieronymus von Herberstein (1772–1847). Karl von Holtei war viele Spielsaisons als Theaterleiter und Schauspieler am Theater in Grafenort tätig und schrieb dort 1839/1840 seine 1841 publizierten und 335 Seiten umfassenden Briefe aus und nach Grafenort. Auch Karl Seydelmann begann in Grafenort seine Bühnenlaufbahn.
Die Spielzeit lief gewöhnlich von September bis Mai. An der Decke des Theaters befand sich eine Täfelung mit gemalten Bildern. Als Szenenbeleuchtung wurden in Blechkästen eingegossene Talglichter, als Geräuschmaschine eine alte österreichische rollende Kanonenkugel benutzt.
Die Vorstellungen wurden von Theaterfachleuten geleitet und von Berufs- und Laienschauspielern aufgeführt. Das Ensemble umfasste zehn bis zwölf Berufsschauspieler und einen Tanzmeister. Kleinere Rollen und die gesamte Statisterie wurden von der Ortsbevölkerung übernommen. Auch das Orchester bestand ausnahmslos aus Musikern aus Grafenort und Umgebung. Gespielt wurden neben klassischen Schauspielen auch Singspiele und kleinere Opern. In allen musikalischen Bühnenstücken verlangte der Graf Tanzeinlagen.
Die einheimische Bevölkerung hatte Zutritt zum Theater, sollte jedoch in ihrer Volkstracht erscheinen. Einen künstlerischen und gesellschaftlichen Höhepunkt bildete eine besonders glanzvolle Aufführung nach der Herbstjagd, an der hohe preußische und österreichische Offiziere und fast der gesamte Grafschafter Adel teilnahmen.
Ab 1922 bis zum Ausbruch des Zweiten Weltkriegs 1939 wurde das Schlosstheater unter der Leitung des Bad Landecker Kurtheaters fortgeführt.

## Sehenswürdigkeiten

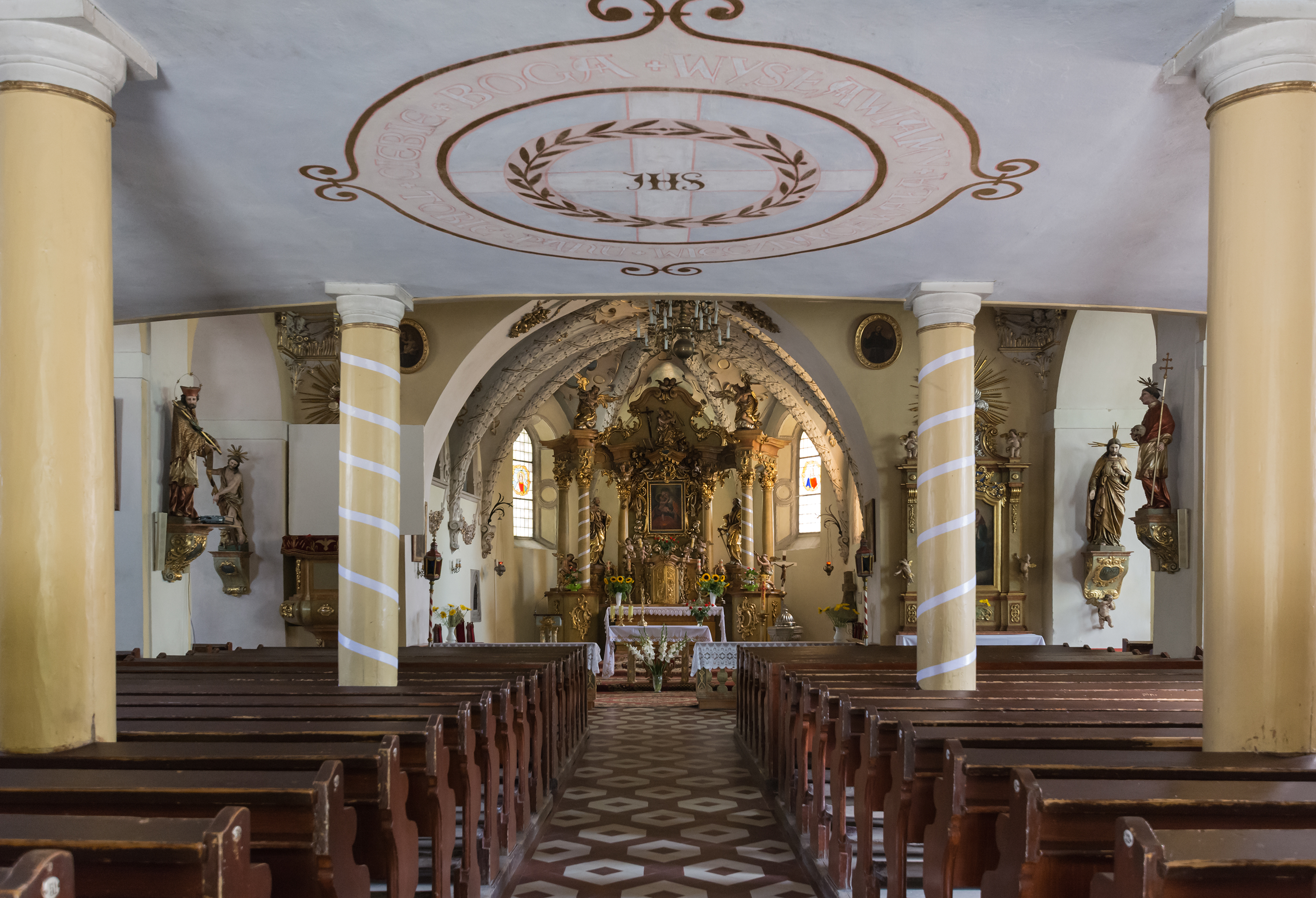
Pfarrkirche der hl. Maria Magdalena

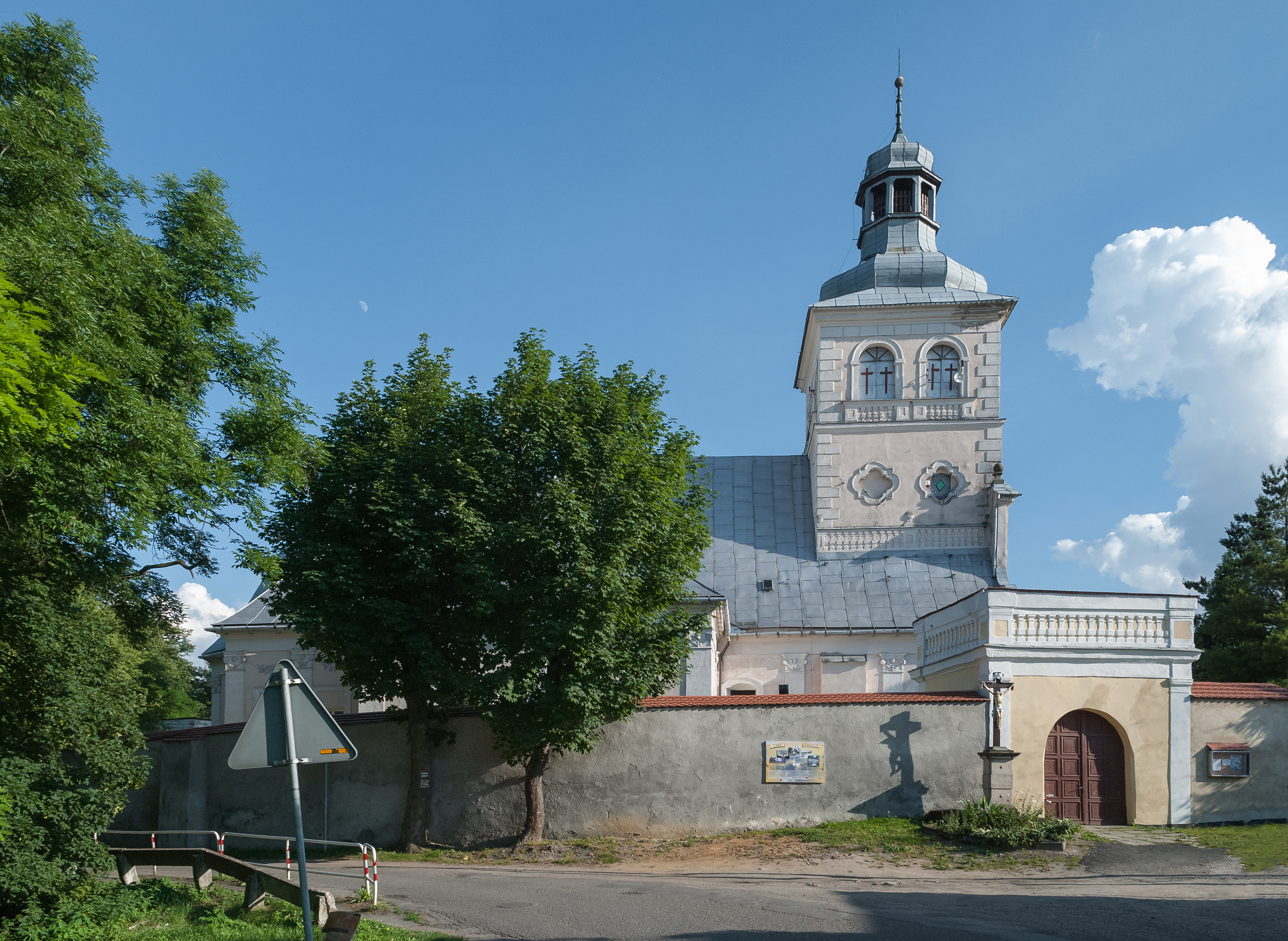
Pfarrkirche Maria Magdalena

- Die Pfarrkirche Maria Magdalena (Kościół Św. Marii Magdaleny) wurde erstmals im Jahre 1341 erwähnt. Sie war damals dem hl. Gregorius geweiht. Nach dem Dreißigjährigen Krieg wurde sie unter Johann Friedrich von Herberstein durch Carlo Lurago und dessen Mitarbeiter Domenico Antonio Rossi, Andrea Galli, Andrea Cyrus, Carlo Serena, Baptista Spinetti und Biaggo Verde grundlegend im Barockstil umgebaut und 1658 neu konsekriert und der hl. Maria Magdalena geweiht. 1708 wurde die Kirche um die beiden Kapellen mit den Seitenaltären Heilige Familie und hl. Joseph ergänzt. Der Hochaltar mit Retabel und Figur der hl. Maria Magdalena ist von 1786 und wird Michael Klahr dem Jüngeren zugeschrieben. Die Deckengemälde wurden 1940 von dem Künstler Herbert Blaschke neu gestaltet.[12]
- Die Kirche ist von einer Friedhofsmauer umgeben, in der sich zwei Tore von 1631 und drei Kapellen befinden: Diese sind die St.-Barbara-Kapelle (1651), die Totenkapelle aus dem Ende des 17. Jahrhunderts sowie die St.-Franz-Xaver-Kapelle, die am 11. August 1701 durch den Prager Weihbischof Vitus Seipel konsekriert wurde.
- Das Schloss Grafenort, das an der Stelle des ehemaligen Schlosshofes erbaut wurde, ist ein hervorragendes Werk der Renaissance. Es ist außen mit Sgraffiti geschmückt und wird von einem Turm beherrscht, zu dem vom Innenhof eine Freitreppe hochführt. Es wurde in den 1620er Jahren durch Johann Arbogast von Annenberg zu einer vierflügeligen Schlossanlage mit zwei Innenhöfen erweitert und im Stil der böhmischen Renaissance vereinheitlicht. Johann Friedrich von Herberstein ließ die Schlossanlage 1653–1658 durch Carlo Lurago unter Leitung von Lorenzo Niceli und Andrea Carove erweitern und barockisieren. Gleichzeitig wurde an der Ostseite ein Gartensaal angebaut und eine Schlosskapelle mit Netzgewölbe errichtet, die dem hl. Georg geweiht wurde. Die Auffahrt zum Schloss und das Haupttor, das mit einer Skulptur des hl. Georg geschmückt ist, wurden 1668–1672 errichtet. Weitere Umbauten und Ergänzungen erfolgten 1735. In der zweiten Hälfte des 19. Jahrhunderts wurde das Schloss von der Familie von Herberstein nur zeitweise bewohnt. In den Jahren 1900–1903 erfolgte eine grundlegende und großzügige Renovierung. Nach dem Zweiten Weltkrieg wurde es nur vorübergehend genutzt und danach dem Verfall preisgegeben. Es wird heute teilweise von bedürftigen Familien bewohnt und ist in einem baufälligen Zustand.
- Der Schlosspark wurde Mitte des 17. Jahrhunderts angelegt. 1738 sind ein großer Ziergarten mit Terrassen, Gartenpavillons, Triumphbögen, Obelisken, Vogelhaus und Schießstand nachgewiesen; dahinter ein Boskett mit Lusthaus, Fasanerie, Ballsaal und Reitbahn; daran angrenzend der Bleichplatz sowie Gemüse- und Obstgärten. 1774 erfolgte eine Umgestaltung zu einem Englischen Garten.
- Der frühbarocke Gartenpavillon Nymphaeum wurde 1653–1657 durch Carlo Lurago und seine Werkstatt errichtet. Er wurde reich mit Skulpturen, Putten und Stuckdekoration ausgestattet. Vorhanden sind noch Reste einer Skulptur Plutos und des Herkules sowie ornamentaler Malereien. Von einem 1800 errichteten klassizistischen Pavillon sind nur Ruinenreste erhalten.
- Die St.-Antonius-Kapelle (Kaplica Św. Antoniego) liegt östlich des Ortes am Eichberg (Dębowa Góra). Sie wurde 1660–1665 durch Johann Friedrich von Herberstein gestiftet und im 18. Jahrhundert umgebaut. Die hölzerne Figur Ecce Homo stammt von 1780. Die Skulptur neben der Kapelle stellt den hl. Onophrios dar. Die Pietà ist von 1734.
- Das Renaissance-Schlösschen Ratschenhof (Dwór Raczyn) wurde 1559 errichtet und 1573 umgebaut. Es war architektonisch reich geschmückt und mit Sgraffiti bedeckt. Derzeit Ruine.
- Der Moschenhof (Dwór Muszyn) wurde um 1573 für Hans von Mosch errichtet und ist 1617 niedergebrannt. Nach dem Wiederaufbau war er seit 1622 Sitz der Gutsverwaltung der Freiherren von Arbogast-Annenberg und später der Grafen von Herberstein. 1821 erfolgte ein Umbau mit klassizistischer Außendekoration und Walmdach.

## Persönlichkeiten
- Franz Pfaff (1860–1926), Pharmakologe in Boston, geboren in Grafenort